# Barič (miasto Belgrad)
Barič (cyr. Барич) – wieś w Serbii, w mieście Belgrad, w gminie miejskiej Obrenovac. W 2011 roku liczyła 6918 mieszkańców.